# Bulahdelah
Bulahdelah (prononcé [bʊləˈdi:lə]) est un village australien situé dans la zone d'administration locale de Mid-Coast en Nouvelle-Galles du Sud.

## Géographie
Bulahdelah est situé dans la région de Mid North Coast au nord-est de la Nouvelle-Galles du Sud, sur la Myall, à 20 km de la mer de Tasman et à environ 230 km au nord de Sydney.

## Histoire
Le village est établi près d'un mont de 292 m d'altitude que les Aborigènes Worimi appelaient Bulahdelah qui se traduit par « grand rocher ».
Bulahdelah faisait partie du conseil des Grands Lacs jusqu'en 2016, date à laquelle ce dernier a été supprimé et intégré au sein de la zone d'administration locale de Mid-Coast.

## Démographie
| Année | Population      |
| ----- | --------------- |
| 2016  | 1 424 habitants |
| 2021  | 1 163 habitants |

## Politique et administration
Le village est rattaché à la circonscription de Lyne pour les élections fédérales et à celle de Myall Lakes pour les élections à l'Assemblée législative de Nouvelle-Galles du Sud.